# Волынский национальный университет имени Леси Украинки
Волынский национальный университет имени Леси Украинки (укр. Волинський національний університет імені Лесі Українки) — высшее учебное заведение IV уровня аккредитации в городе Луцк, основанное в 1940 году.

## История
История университета берёт своё начало с 1940 года, когда был создан Луцкий государственный учительский институт. На первый курс было зачислено 135 студентов. Учебный процесс проводили 50 преподавателей. Функционировало четыре отдела: филологический с украинским и русским отделениями, физико-математический, естественно-географический, и заочный. Деятельность учебного учреждения была прервана войной (1941 г.) и возобновлена в 1946 году.
В сентябре 1951 года начинается новый этап в истории — создание на базе учительского института педагогического института, которому через год было присвоено имя Леси Украинки. В то время учреждение имело всего два факультета: историко-филологический и физико-математический. В начале 90-х годов в институте функционировало уже 9 факультетов.
16 июля 1993 года Приказом Президента Украины Леонида Кравчука на базе Луцкого государственного педагогического института имени Леси Украинки был создан Волынский государственный университет имени Леси Украинки.
26 сентября 2007 года Приказом Президента Украины Виктора Ющенко ВГУ им. Леси Украинки присвоено статус национального. 24 августа 2012 года Приказом Президента Украины Виктора Януковича ВНУ им. Леси Украинки был переименован в Восточноевропейский национальный университет имени Леси Украинки.
В августе 2016 было принято решение о приведении названий структурных подразделений университета с требованиями Закона Украины «О высшем образовании». Согласно постановлению институты был переименован в факультеты, изменены названия многих кафедр.
На конференции трудового коллектива университета в июне 2020 года было принято вернуть заведению прежнее название Волынского государственного университета имени Леси Украинки. Официально название изменилось 25 августа 2020, а на создание нового логотипа был объявлен конкурс.

## Кампуса и корпуса
9 учебных корпусов, 5 общежитий, библиотека (фонды более 400 тысяч изданий), 4 музея, санаторий профилакторий и студенческая поликлиника, спорткомплекс и стадион, база практик лагерь «Гарт».

## Факультеты
Сейчас в структуре университета функционируют 14 факультетов:
- Факультет физической культуры, спорта и здоровья
- Факультет культуры и искусств
- Факультет педагогического образования и социальной работы
- Факультет экономики и управления
- Факультет иностранной филологии
- Факультет филологии и журналистики
- Факультет психологии и социологии
- Факультет истории, политологии и национальной безопасности
- Химический факультет
- Биологический факультет
- Факультет информационных систем, физики и математики
- Юридический факультет
- Факультет международных отношений
- Географический факультет